# Altoona (Iowa)
Altoona is een plaats (city) in de Amerikaanse staat Iowa, en valt bestuurlijk gezien onder Polk County.

## Demografie
Bij de volkstelling in 2000 werd het aantal inwoners vastgesteld op 10.345. In 2006 is het aantal inwoners door het United States Census Bureau geschat op 13.394, een stijging van 3049 (29,5%).

## Geografie
Volgens het United States Census Bureau beslaat de plaats een oppervlakte van 18,4 km², geheel bestaande uit land. Altoona ligt op ongeveer 296 m boven zeeniveau.

## Plaatsen in de nabije omgeving
De onderstaande figuur toont nabijgelegen plaatsen in een straal van 16 km rond Altoona.